# FRS Sports Cars
FRS Sports Cars ist ein britischer Hersteller von Automobilen.

## Unternehmensgeschichte
Fred und Jason Reeves gründeten 2011 das Unternehmen in Bradford in der Grafschaft West Yorkshire. Sie begannen mit der Produktion von Automobilen und Kits. Der Markenname lautet FRS. Bereits im ersten Jahr entstanden etwa drei Exemplare.

## Fahrzeuge
Im Angebot steht nur ein Modell. Dies ist ein Dreirad mit hinterem Einzelrad, erstmals präsentiert im Mai 2011 auf der National Kit Car Motor Show in Stoneleigh. Ein Motorradmotor von der Suzuki Bandit mit 1200 cm³ Hubraum treibt die Vorderräder an. Unüblich ist die Anordnung der beiden Sitze hintereinander.